# Termas de Nerón
Las termas de Nerón también llamadas Thermae Alexandrinae fueron unas Termas de la Antigua Roma. 

## Historia
Fueron construidas en la década de los 60 durante el reinado de Nerón, siendo reedificadas a una escala mayor en época del emperador Alejandro Severo, lo que provocó que fueran rebautizadas como Thermae Alexandrinae. Las Termas de Nerón, tienen una estructura y distribución que será repetida en otras termas como las construidas por el emperador Trajano, siendo las Termas de Diocleciano las que emplearon dicha distribución a la mayor escala vista hasta entonces.

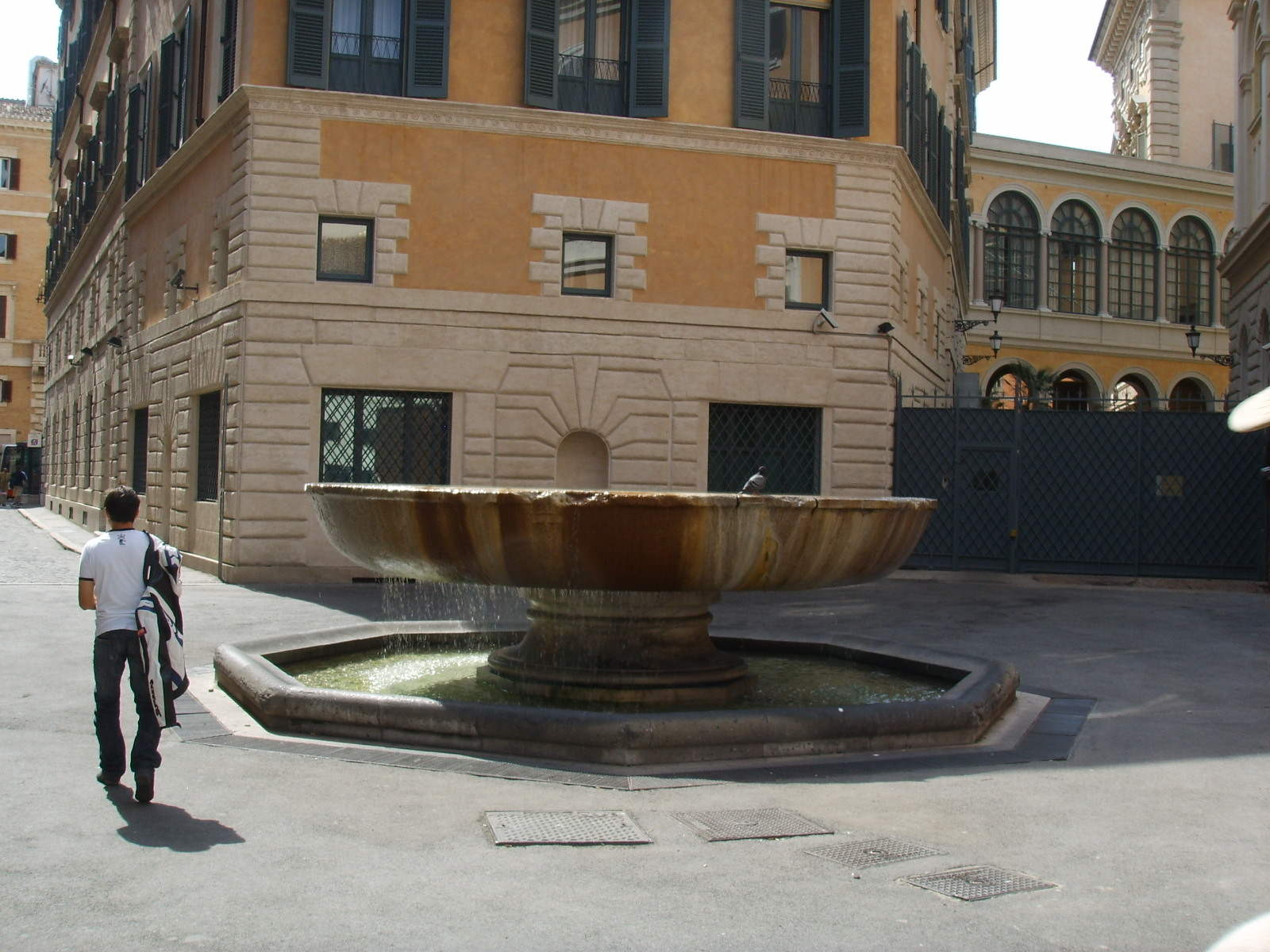
La fuente del Senado.

Dichos baños ocupaban una superficie aproximada de 300 x 120 metros, situándose a apenas 50 metros al oeste del Panteón de Agripa. Actualmente solo son visibles algunos vestigios aislados, pero se sabe que diversos palacios e iglesias como el Palazzo Madama y San Luigi dei Francesi emplearon muros romanos de las termas a la hora de ser construidos. Diversas columnas extraídas con el paso de los siglos se han utilizado en monumentos como el Panteón de Agripa. En fechas recientes se ha instalado en Via dei Staderari un gran pilón de granito que probablemente procedía del baño caliente de las termas.